# Boone and Scenic Valley Railroad
| Lok Nr. 244 mit einem Güterzug auf der Bass Point Hochbrücke |                      |                                                 |                                                 |
| Streckenlänge: | 21 km                |                                                 |                                                 |
| Spurweite: | 1435 mm (Normalspur) |                                                 |                                                 |
| Maximale Neigung: | 5,7 ‰                |                                                 |                                                 |
| |                      |                                                 |                                                 |
| \| \| \| nach Pilot Mound \| \| \| \| \| Bluff Creek \| \| \| \| \| Strecke nach Boxholm \| \| \| \| 21,0 \| Wolf \| 334 m ü. M. \| \| \| \| \| \| \| \| \| First Avenue \| \| \| \| 16,0 \| Fraser Ausweichstelle \| 273 m ü. M. \| \| \| \| \| \| \| \| \| Des Moines River (222 m) \| \| \| \| \| Bass Point High Bridge (Länge 239 m, Höhe 47 m) \| \| \| \| \| Mallard Avenue \| \| \| \| 4,5 \| Ausweichstelle \| Ausweichstelle \| \| \| \| \| \| \| \| \| Boone Country Recycling Center \| \| \| \| 3,8 \| Boone \| 342 m ü. M. \| \| \| 2,4 \| Abzweigung zur Boone Subdivision der UP \| Abzweigung zur Boone Subdivision der UP \| \| \| \| Boone Industrial Park Ausweichstelle \| \| \| \| \| PDM Warenlager \| \| \| \| \| \| \| \| \| \| PDM Company \| \| \| \| 1,7 \| AgCertain Boone \| AgCertain Boone \| \| \| 0,0 \| \| \| \| \| \| Strecke nach Kelley \| \| \| \| \| \| \| \| Quellen: [1] \| \| \| \| |                      |                                                 |                                                 |
| Strecke (außer Betrieb) |                      | nach Pilot Mound                                | nach Pilot Mound                                |
| Brücke über Wasserlauf (Strecke außer Betrieb) |                      | Bluff Creek                                     | Bluff Creek                                     |
| Kreuzung (Strecken außer Betrieb) |                      | Strecke nach Boxholm                            | Strecke nach Boxholm                            |
| | 21,0                 | Wolf                                            | 334 m ü. M.                                     |
| Abzweig geradeaus und von rechts |                      |                                                 |                                                 |
| Strecke mit Straßenbrücke |                      | First Avenue                                    | First Avenue                                    |
| Haltepunkt / Haltestelle | 16,0                 | Fraser Ausweichstelle                           | 273 m ü. M.                                     |
| Abzweig geradeaus und von rechts |                      |                                                 |                                                 |
| Brücke über Wasserlauf |                      | Des Moines River (222 m)                        | Des Moines River (222 m)                        |
| Brücke über Wasserlauf |                      | Bass Point High Bridge (Länge 239 m, Höhe 47 m) | Bass Point High Bridge (Länge 239 m, Höhe 47 m) |
| Strecke mit Straßenbrücke |                      | Mallard Avenue                                  | Mallard Avenue                                  |
| Dienststation / Betriebs- oder Güterbahnhof | 4,5                  | Ausweichstelle                                  | Ausweichstelle                                  |
| Abzweig geradeaus und nach links |                      |                                                 |                                                 |
| Abzweig geradeaus und von links |                      | Boone Country Recycling Center                  | Boone Country Recycling Center                  |
| Bahnhof | 3,8                  | Boone                                           | 342 m ü. M.                                     |
| Abzweig geradeaus und von rechts | 2,4                  | Abzweigung zur Boone Subdivision der UP         | Abzweigung zur Boone Subdivision der UP         |
| Dienststation / Betriebs- oder Güterbahnhof |                      | Boone Industrial Park Ausweichstelle            | Boone Industrial Park Ausweichstelle            |
| Abzweig geradeaus und nach rechts |                      | PDM Warenlager                                  | PDM Warenlager                                  |
| Abzweig geradeaus und nach rechts |                      |                                                 |                                                 |
| Abzweig geradeaus und nach rechts |                      | PDM Company                                     | PDM Company                                     |
| Abzweig geradeaus und nach rechts | 1,7                  | AgCertain Boone                                 | AgCertain Boone                                 |
| | 0,0                  |                                                 |                                                 |
| Strecke (außer Betrieb) |                      | Strecke nach Kelley                             | Strecke nach Kelley                             |
| |                      |                                                 |                                                 |
| Quellen: |                      |                                                 |                                                 |

Die Boone and Scenic Valley Railroad (BSVY) ist eine amerikanische Museums- und Güterbahn mit Sitz in Boone (Iowa). Sie verkehrt auf einem 21 Kilometer langen Streckenabschnitt der ehemaligen Fort Dodge, Des Moines and Southern Railroad zwischen dem Boone Industrial Park und Fraser. Der Güterverkehr wird mit Diesellokomotiven durchgeführt. Für die Ausflugszüge stehen eine Dampflokomotive aus China und historische Personenwagen zur Verfügung.

## Geschichte
Die Strecke nach Fraser wurde 1893 von der Fort Dodge, Des Moines and Southern Railroad erbaut. Dort waren Kohlevorkommen entdeckt worden, für den Abtransport wurde eine Bahnstrecke benötigt. Die Strecke wurde sechs Kilometer westlich in Fraser Junction, als Verbindung zur Minneapolis and St. Louis Railway, erbaut. Zu dieser Zeit expandierte die Bahn und die Strecke wurde Richtung Norden nach Gowrie (Iowa) und Rockwell City verlängert. Dort bestand Anbindung an weitere Bahnstrecken.
Die Strecke erfuhr im Laufe der Zeit mehrere Namens- und Managementänderungen. Bis 1907 erreichte sie die Städte Fort Dodge und Des Moines. Im selben Jahr wurde in Fraser ein Kraftwerk fertiggestellt und die Strecke elektrifiziert. In den Jahren 1912/13 wurde die 47 Meter hohe Stahlbrücke über den Bass Point Creek gebaut, sie ersetzte die hölzerne Trestle Bridge, die das Tal überspannte.
In der Hochphase verkehrten die Züge stündlich. Nachdem der Automobilverkehr zunahm, wurde der Personenverkehr eingeschränkt, der Güterverkehr nahm weiter zu. Insbesondere in der Region um Fort Dodge wurden Gips, Abwasserrohre und Fliesen transportiert.

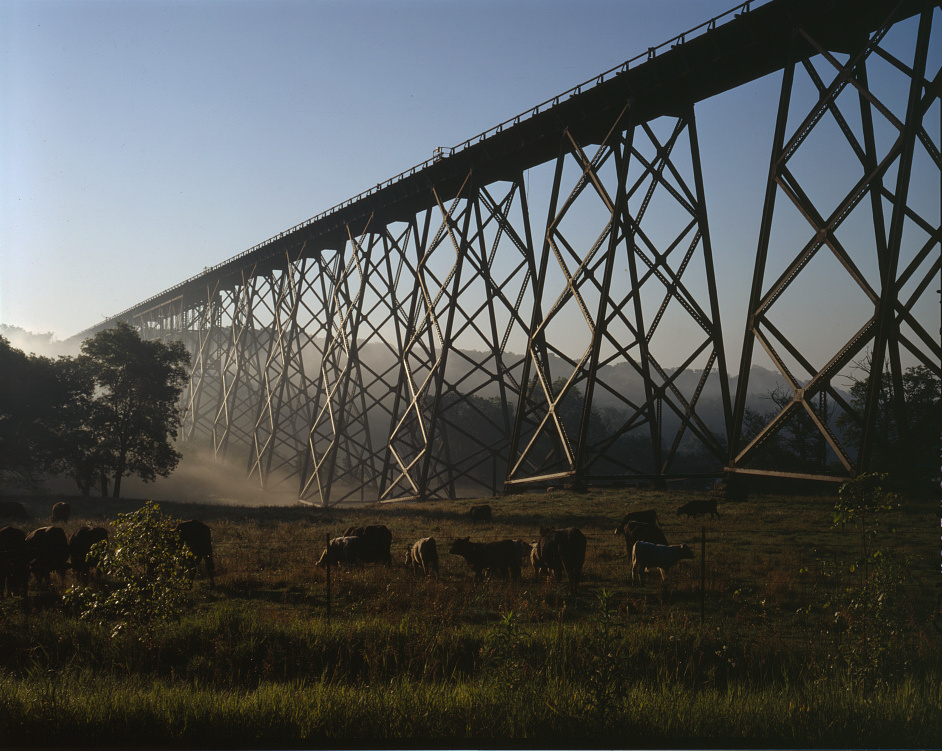
Bass Point High Bridge, 1968

Auf der Fort Dodge Line verursachten Überschwemmungen im Jahr 1954 große Schäden, als der Des Moines River das Kraftwerk in Fraser überschwemmte. Daraufhin wurde der elektrische Betrieb eingestellt, die letzten Elektrolokomotiven verkehrten im September 1955. Danach wurde die Oberleitung entfernt und das Frachtgeschäft mit Diesellokomotiven fortgeführt.

## Übernahme durch die Chicago and North Western Railway
1968 kaufte die Chicago and North Western Railway die gesamte Strecke. Kurz darauf wurden Teile der Strecke stillgelegt, einige Unternehmen jedoch bis 1983 weiterhin per Bahn beliefert.

## Die Boone Railroad Historical Society
Im Jahr 1983 wurde die Boone Railroad Historical Society gegründet. Ihr Ziel war es, 18 Kilometer der Strecke einschließlich Brücken zu kaufen, damit der landschaftlich reizvolle Teil erhalten bleiben konnte. Die Gesellschaft konnte die Strecke für 50.000 US-Dollar erwerben. Der erste Personenzug fuhr im November 1983. Fahrkarten für eine Fahrt zur Bass Point High Bridge wurden in einem Zelt verkauft, ein Bahnhof bestand zu dieser Zeit noch nicht.

## Bahnhof Boone
1984 wurde mit dem Bau des Bahnhofs begonnen. Das Lagerhaus wurde im Stil des Lagerhauses in Rockwell City erbaut. Ein Großteil der Innenausstattung wurde aus Tama (Iowa) gerettet. Der Bahnsteig wurde aus Ziegeln gebaut, die ursprünglich in Bahnsteigen aus der Umgebung Verwendung fanden. Der Bahnhof wurde 1985 eingeweiht.

## James H. Andrew Railroad Museum
Das James H. Andrew Railroad Museum in Boone beherbergt viele Ausstellungsstücke zur Geschichte der Fort Dodge, Des Moines & Southern, Chicago & North Western Railway und anderen Gesellschaften aus der Region. Die Iowa Railroad Historical Society erwirbt weiterhin Fahrzeuge und Gebäude, die restauriert werden sollen.

## Zugbetrieb
1988 kehrte der Chicago South Shore and South Bend Railroad-Wagen Nr. 106 ins Depot an der 11th Street zurück, 1989 erwarb die Iowa Railroad Historical Society für 350.000 US-Dollar eine der letzten kommerziell produzierten Dampflokomotiven der Welt, die Nr. JS 8419 aus Datong (China). Mit ihr kehrte der Dampfbetrieb nach Iowa zurück.

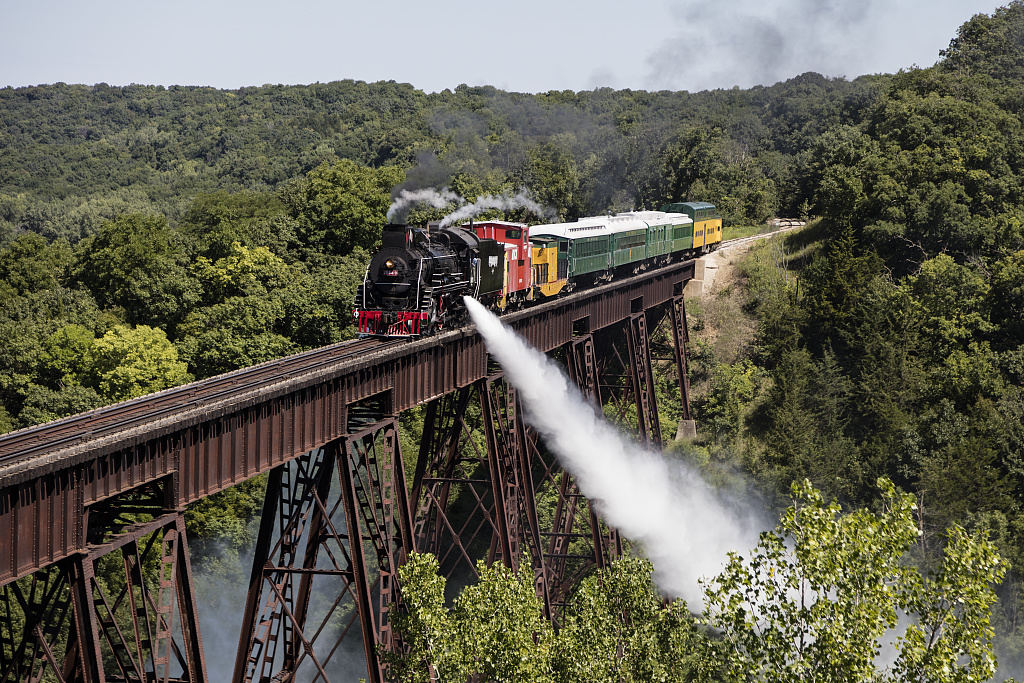
Dampflok Nr. 8419 quert den Bass Point Creek, August 2016

Der erste Dinner-Zug fuhr im April 1999. Seit dieser Zeit wurden auch Dessert- und Picknickzüge betrieben. Außerdem wurden Sonderzügen wie Thomas The Tank Engine, Easter Bunny Express, Pumpkin Express und Santa Express veranstaltet. Im Februar 2001 stieg die Gesellschaft wieder in das Frachtgeschäft ein und kaufte die restlichen 2,6 Kilometer der ursprünglichen Fort Dodge, Des Moines und Southern-Gleisanlagen im Boone Industrial Park.

## Lokomotiven
| Dampflokomotiven  |                                        |                     |         |        | |  |
| 17                |                                        | 2-8-0 Consolidation |         | 1959   | Ehem. Crab Orchard and Egyptian Railroad Nr. 1940, wartet auf Aufarbeitung. |  |
| 8419              | Datong China                           | 2-8-2 Mikado        | 1989    | JS8419 | Wurde für die Boone and Scenic Valley Railroad in China erbaut. |  |
| Diesellokomotiven |                                        |                     |         |        | |  |
| 244               | American Locomotive Company            | RS-1                | 11.1951 | 79577  | Ehem. Lake Superior and Ishpeming Railroad Nr. 1002, ehem. Calumet and Hecla Railroad Nr. 205, ehem. Continental Grain Company, 1996 von der Iowa Railroad Historical Society gespendet, ist in Minneapolis and St. Louis Railway-Farbe lackiert. |  |
| 1003              | Electro-Motive Diesel                  | NW2                 | 3.1942  | 1553   | Ehem. Chicago and North Western Railway, ehem. Grand Trunk Western Railroad Nr. 7914, 1986 erworben |  |
| 1103              | Electro-Motive Diesel                  | TR2B                | 1949    | 6892   | Lok ohne Führerstand, ehem. Chicago Great Western Nr. 65B, ehem. Chicago and North Western Railway, 1986 erworben. |  |
| 1098              | American Locomotive Company            | S2                  | 3.1942  | 69662  | Ehem. Terminal Railroad Association of St. Louis Nr. 575, ehem. Union Pacific Railroad Nr. 1098. |  |
| 1858              | GE Transportation Systems              | 45-Tonner           | 1944    | 18042  | Ehem. Iowa State University Kraftwerk, Leihgabe. |  |
| 2254              | GE Transportation Systems              | 80-Tonner           | 6.1943  | 17093  | Ehem. US Air Force Nr. 7858, 1983 erworben, wurde 2012 im in den Farben der Dodge, Des Moines and Southern Railroad lackiert. |  |
| 6540              | Electro-Motive Diesel                  | FP9A                | 6.1958  | A1400  | Ehem. Canadian National Railway Nr. 6540, 2002 erworben und in den Farben der Chicago and North Western Railway lackiert. |  |
| Triebwagen        |                                        |                     |         |        | |  |
| 50                | McGuire-Cummings Manufacturing Company | BB                  | 1915    |        | Ehem. Charles City Western Railway, 1987 von der Iowa Railroad Historical Society gespendet. |  |
| [ 3 ]             |                                        |                     |         |        | |  |